# Chijmuri
Chijmuri är en ort i Bolivia. Den ligger i den centrala delen av landet, 140 km norr om huvudstaden Sucre. Chijmuri ligger 2 605 meter över havet och antalet invånare är 109.
Terrängen runt Chijmuri är kuperad. Runt Chijmuri är det glesbefolkat, med 10 invånare per kvadratkilometer.. Närmaste större samhälle är Totora, 5,5 km norr om Chijmuri.
Trakten runt Chijmuri består i huvudsak av gräsmarker.